# بروس فرازير
بروس فرازير (بالإنجليزية: Bruce Fraser)‏ هو كاتب أمريكي، ولد في 9 يناير 1954، وتوفي في 16 ديسمبر 2006.